# Reino Kuuskoski
Reino Iisakki Kuuskoski (Loimaa, 18 gennaio 1907 – Helsinki, 27 gennaio 1965) è stato un politico finlandese.

## Biografia
È stato il trentottesimo Primo ministro della Finlandia, ricoprì l'incarico per pochi mesi durante il 1958, per un totale di 126 giorni.
In precedenza fu anche Ministro della giustizia durante gli anni 1953-54 epoca in cui il primo ministro era Sakari Tuomioja.
È stato difensore civico 1946–1947.